# Annie Palmen
Anna Maria Palmen, född 19 augusti 1926 i Ĳmuiden, död 15 januari 2000 i Beverwijk, var en nederländsk sångerska.
Annie Palmen skivdebuterade 1958 med singeln Ik zal je nooit meer vergeten. Samma år var hon den ena halvan i duon De Hartedieven tillsammans med Nelly Wijsbek och de släppte några singlar ihop.
Palmen deltog i Nederländernas uttagning till Eurovision Song Contest 1960. Varje bidrag framförde två gånger av två olika artister. Bidraget Wat een geluk utsågs till det vinnande bidraget och hade framförts av Annie Palmen respektive Rudi Carell. Det blev Carell som valdes av juryn att representera Nederländerna det året. Palmen utsågs dock till Nederländernas representant i Eurovision Song Contest 1963 och framförde tre bidrag inför en expertjury. Det vinnande bidraget blev Geen ander, men titeln ändrades sedan till Een speeldoos. Bidraget slutade på 13:e och sista plats utan poäng.
Från 1967 sjöng Palmen i Boertjes van Bootens orkester. De uppträdde i tv-programmet Mik på kanalen KRO och var ett framgångsrikt koncept. Då programmet lades ned 1972 upphörde Palmens sångkarriär.

## Diskografi
Singlar
- 1958: "De dokter heeft gezegd"
- 1958: "Ik zal je nooit meer vergeten"
- 1958: "Laat pa het maar doen"
- 1958: "Piero"
- 1959: "De zilvren maan van Maratonga"
- 1959: "Wat fijn kapitein"
- 1960: "Sailor"
- 1960: "Wat een geluk"
- 1963: "Een speeldoos"
- 1963: "Waarom laat je mij alleen"
- 1964: "Ga naar Bombay, ga naar Rio"
- 1964: "Ich tanze mit dir (in den Himmel hinein)"
- 1965: "Speel nog eenmaal voor mij Habanero"[3]